# Sambuca
A sambuca (kiejtése: szambuka) olasz eredetű specialitás, csillagánizs ízű likőr. Eredetileg színtelen, de ma több különböző változata is ismert, így lehet találkozni más színváltozataival is.

## Összetevői
A sambuca az indokínai eredetű örökzöld növény, a csillagánizs magjából nyert olajnak köszönhetően jellegzetes ánizsillatú. Előállítása során a vízgőz-desztillációval előállított illóolajat tiszta alkoholhoz adják, majd cukorszirupot, valamint különböző színezékeket és ízanyagokat kevernek hozzá. Palackozás előtt típustól függően 38–44%-os alkoholtartalomig hígítják. Természetesen receptjét a gyártók titokban tartják, azonban egyes változataiban találunk fekete bodza, édesgyökér összetevőt és az alkalmazott olaj lehet esetlegesen a zöld ánizsé is.

## Története
A legnagyobb gyártók egyike, a Molinari vállalat szerint az elnevezés és az ital is az arab „zammut” szóból ered. Ez a híres olasz civitavecchiai kikötőben korábban közkedvelt ánizsízesítésű italt jelentette, melyet keletről hoztak be az arra hajózó tengerészek. A „Sambuq” elnevezés egy arabok által használt italszállításra épített hajótípust is takart. Az elnevezés más források szerint egy apró olasz szigethez kötődik, ahol a jeges üdítőket kínáló fiúkat hívták „sambucchelik”-nek. Az első kereskedelmi célú megjelenése az 1800-as évek végéhez köthető, amikor Luigi Manzi „Sambuca Manzi” néven hozta forgalomba italát, mely egyébként a mai napig is kapható. Az igazi áttörést és a világhírt azonban a második világháború befejezését követően Angelo Molinari nagyságos úrnak tulajdonítják, hiszen neki köszönhetően kezdődött meg a likőr országos forgalmazása és elindult termékként a „Sambuca Extra Molinari”, mely mára a világ számos pontján forgalmazott likőr lett.

## Fogyasztása

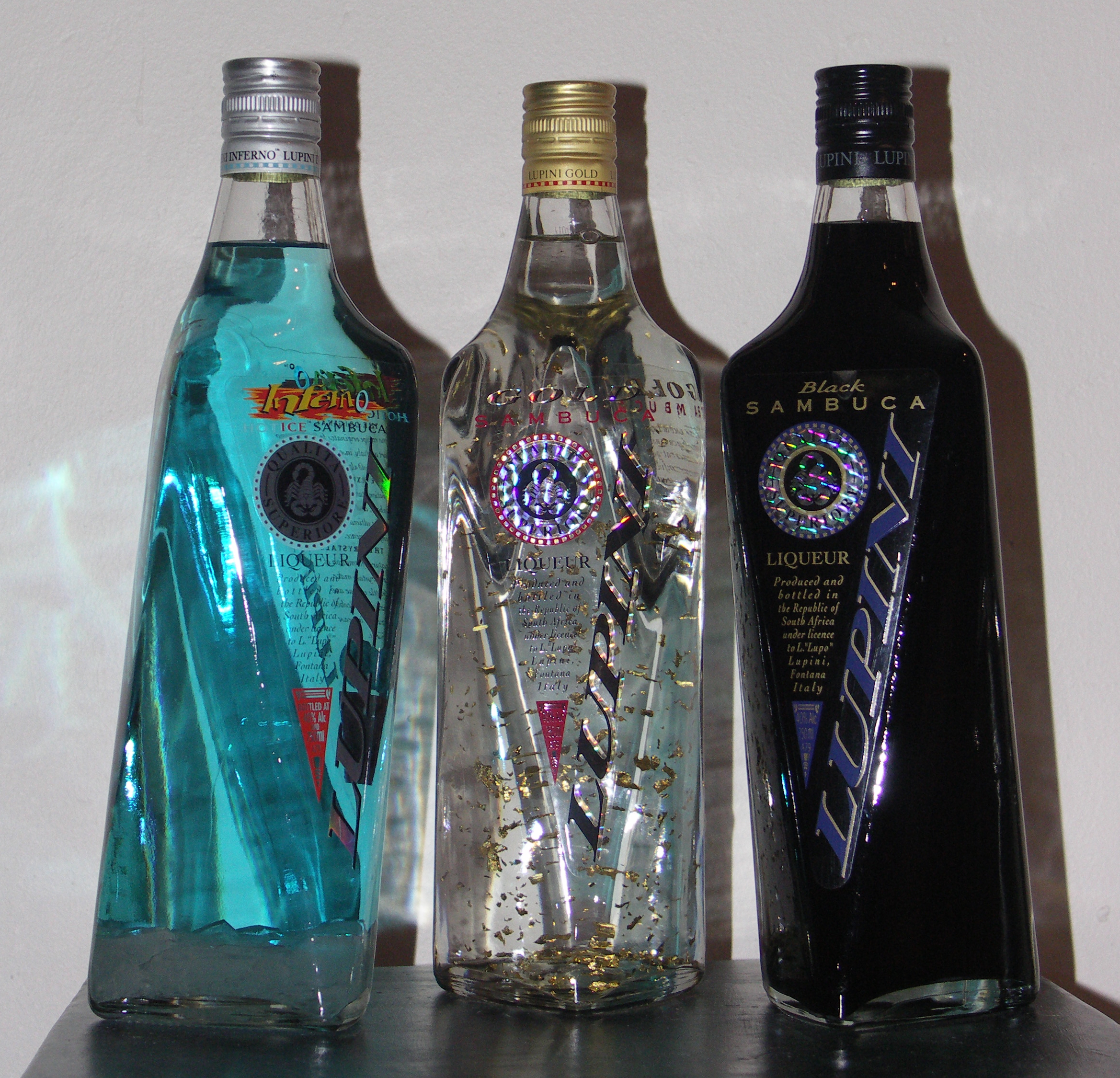
Sambuca Inferno Ice, Sambuca Gold, Sambuca Black

### Magában
A sambucát magában is fogyasztják frissítőként vagy "kávé gyilkosaként" lekísérik vele az elfogyasztott kávét, ezt hívják az olaszok Ammazzacaffè-nak. 

### Jéggel és kávébabbal
Lehet jéggel is felszolgálni, ekkor azonban beletesznek néhány szem pörkölt kávébabot díszítésnek. A jég fokozza ugyanis az íz hatását és megváltoztatja az ital színét, mely ilyenkor a tiszta áttetsző színről átvált zavaros fehérre. Felszolgálásakor általános, hogy beletesznek három kávébabszemet. Ezt hívják az olaszok „Sambuca con la moscának”, mely magyar jelentése „sambuca léggyel”. A babszemek nem csak díszítésként szolgálnak, hanem bátran szét is rághatóak, így lehet fokozni velük az ánizs íz hatását. A három szem sem véletlen, hiszen a hagyomány szerint az egészség, a boldogság és a gazdagság hármasát jelentik.

### Kávéban
Cukor helyett szokták ízesíteni vele a kávét és ezt nevezik az olaszok „Caffe corretto”-nak, ami javított kávét jelent. Meg kell azonban említeni, hogy javított kávé készülhet a kevésbé édes szájízűek részére akár grappa hozzáadásával is.

### Vízzel
Lényegesen kisebb az alkoholtartalma és a francia pastishoz vagy a görög úzóhoz hasonlóan vízzel hígítva kellemes frissítő ital.

### Kólával
A fiatalok kedvenc itala a kólába kevert sambuca. Kólában és vízben a sambuca, hasonlóan az ánizsalapú italokhoz, „úzóhatással” megzavarja az italt és színe opálosra vált.

### Flambírozott sambuca

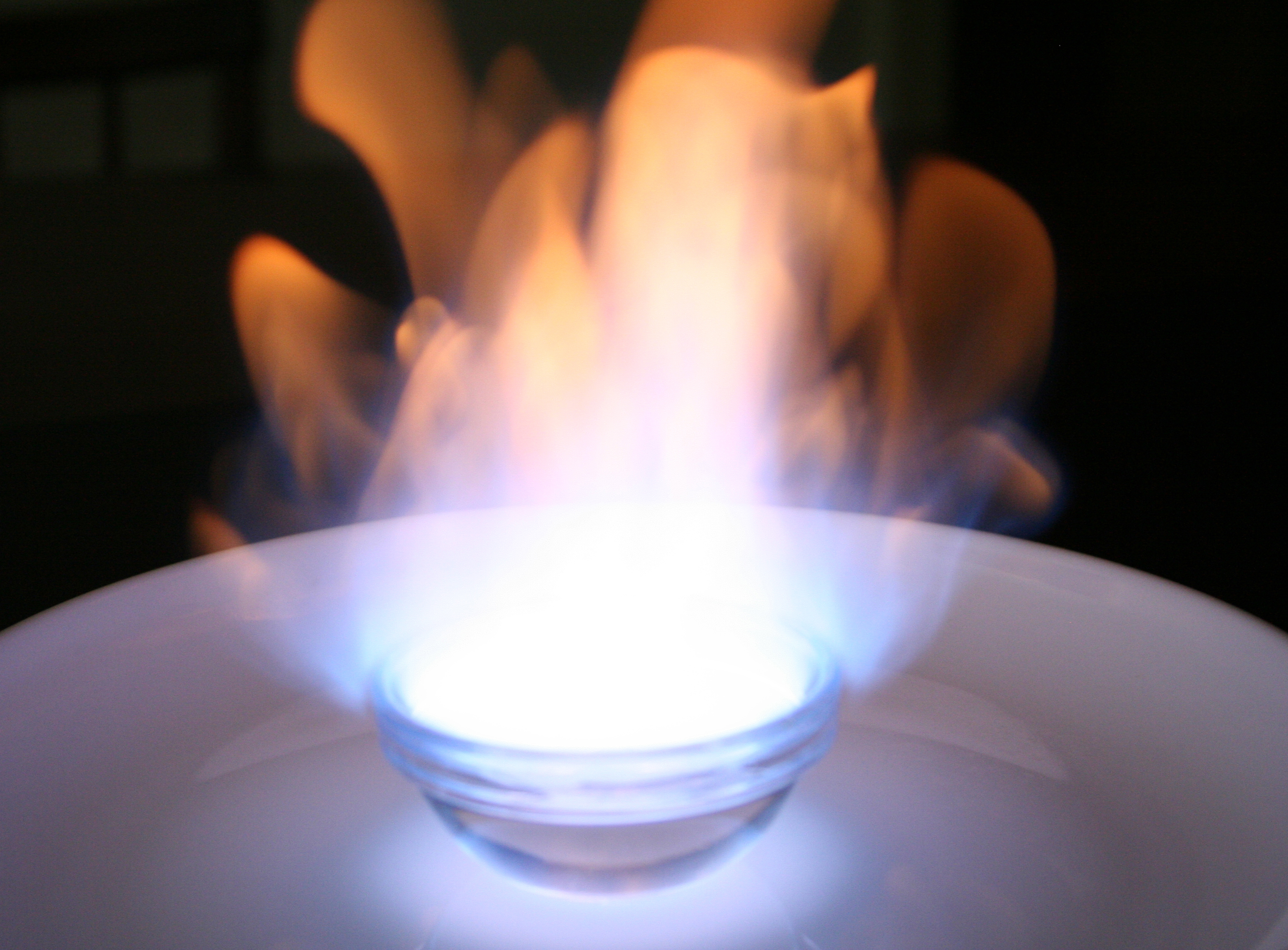
Flambírozott sambuca

Kiváló ízesítőszer süteményekhez és fagylaltokhoz, valamint palacsinták és különböző ételek flambírozására is használják. 

## Fordítás
Ez a szócikk részben vagy egészben  a   Sambuca című angol Wikipédia-szócikk ezen változatának fordításán alapul.  Az eredeti cikk szerkesztőit annak laptörténete sorolja fel. Ez a jelzés csupán a megfogalmazás eredetét és a szerzői jogokat jelzi, nem szolgál a cikkben szereplő információk forrásmegjelöléseként.